# Andrena bendensis
Andrena bendensis är en biart som beskrevs av Donovan 1977. Andrena bendensis ingår i släktet sandbin, och familjen grävbin. Inga underarter finns listade i Catalogue of Life.